# Simulium galloprovinciale
Simulium galloprovinciale es una especie de insecto del género Simulium, familia Simuliidae, orden Diptera.
Fue descrita científicamente por Giuducelli, 1963.